# Vattenkanon

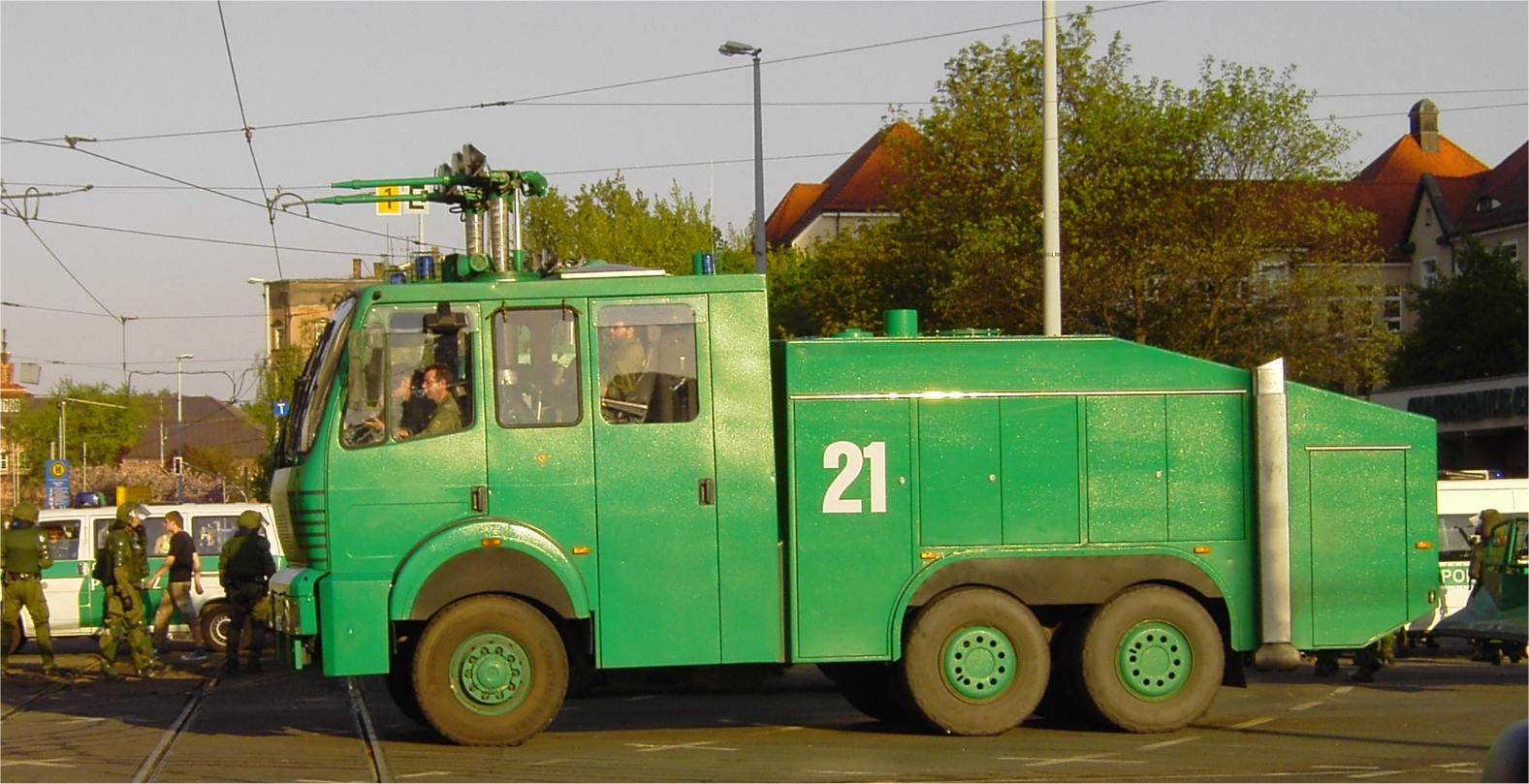
Tysk polisiär vattenkanon

En vattenkanon är ett fordon som sprutar vatten med högt tryck. 

## Polisiär användning
Vattenkanoner används av polisen i ett antal länder vid insatser mot upplopp och för att skingra folksamlingar. Vattenkanoner kan användas för att tränga tillbaka människor genom direktbeskjutning, för att hindra människor från att ta sig fram genom att skapa en spärrlinje av vatten, eller för att med det kraftiga trycket stöta omkull enskilda.
Tysk polis använder framför allt fordonet Wasserwerfer 9000 som vattenkanon. Den har en vattentank som rymmer 9 000 liter vatten. 

### Sverige
Sveriges enda vattenkanon anskaffades 1954 till följd av de erfarenheter polisen gjorde vid Berzeelikravallerna. Vattenkanonen kom dock aldrig till användning. Fordonet är en Magirus-Deutz med en vattentank på 3,5 kubikmeter vatten. Den har sex spridarmunstycken i knähöjd samt en takmonterat munstycke som ger ett tryck på 15 kg/cm². Vattenkanonen hade en besättning på tre man: befälhavare, bilförare och operatör. Den togs ur drift 1972 och ingår i Polismuseets fordonssamling, efter att tidigare ha förvarats bland annat på Polishögskolan i Sörentorp.

## Brandbekämpning
En brandbil kan vara försedd med vattenkanon för att bekämpa eldsvådor där till exempel explosionsrisken är hög. Den här typen av fordon är vanligt förekommande på flygplatser.

## Galleri

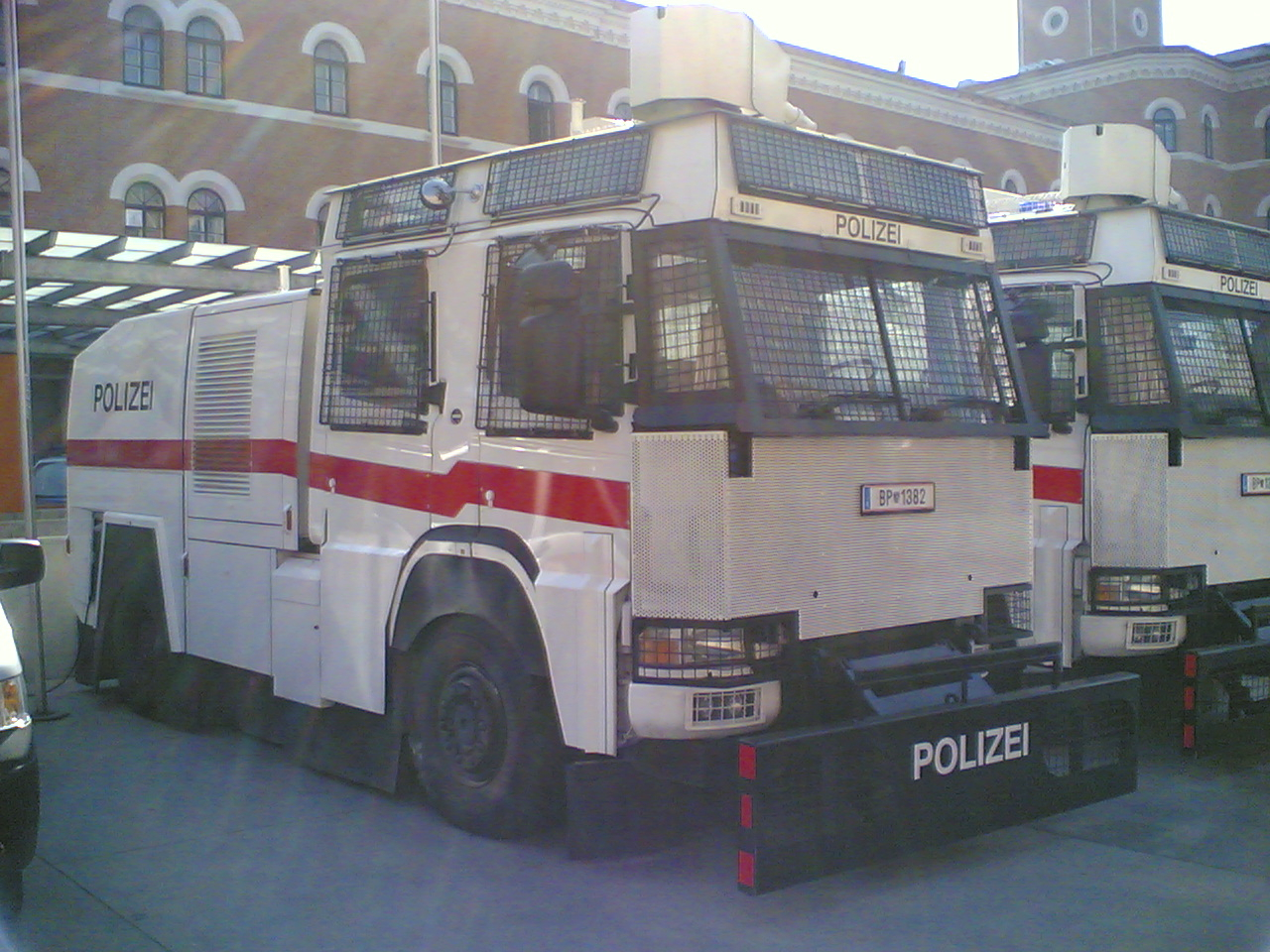
Österrikisk polisiär vattenkanon.
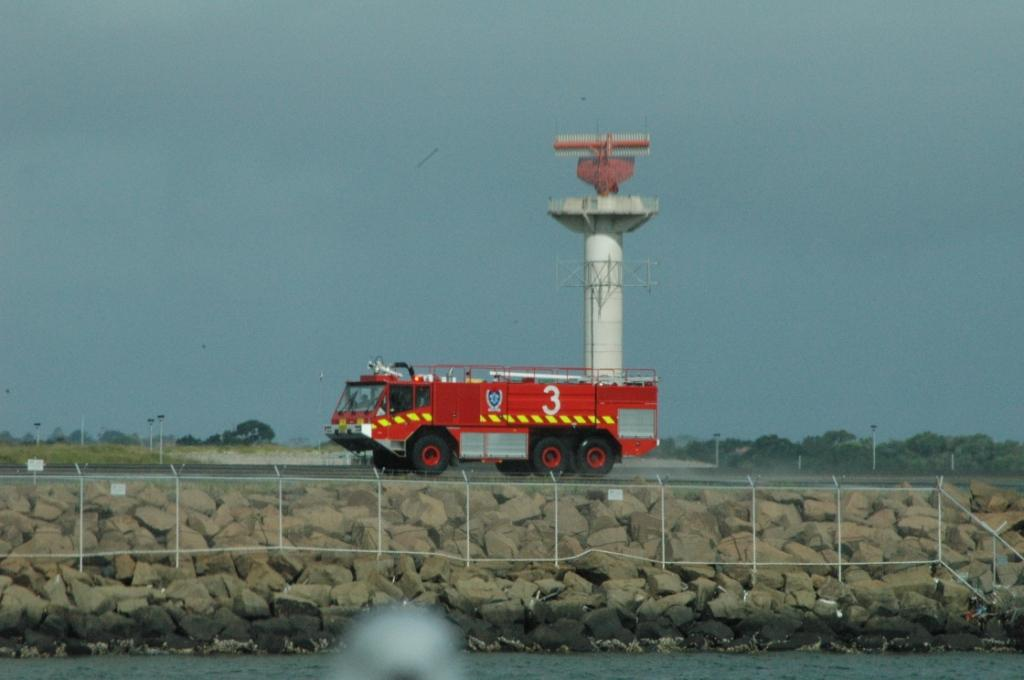
En australisk vattenkanon på Sydney Airport.
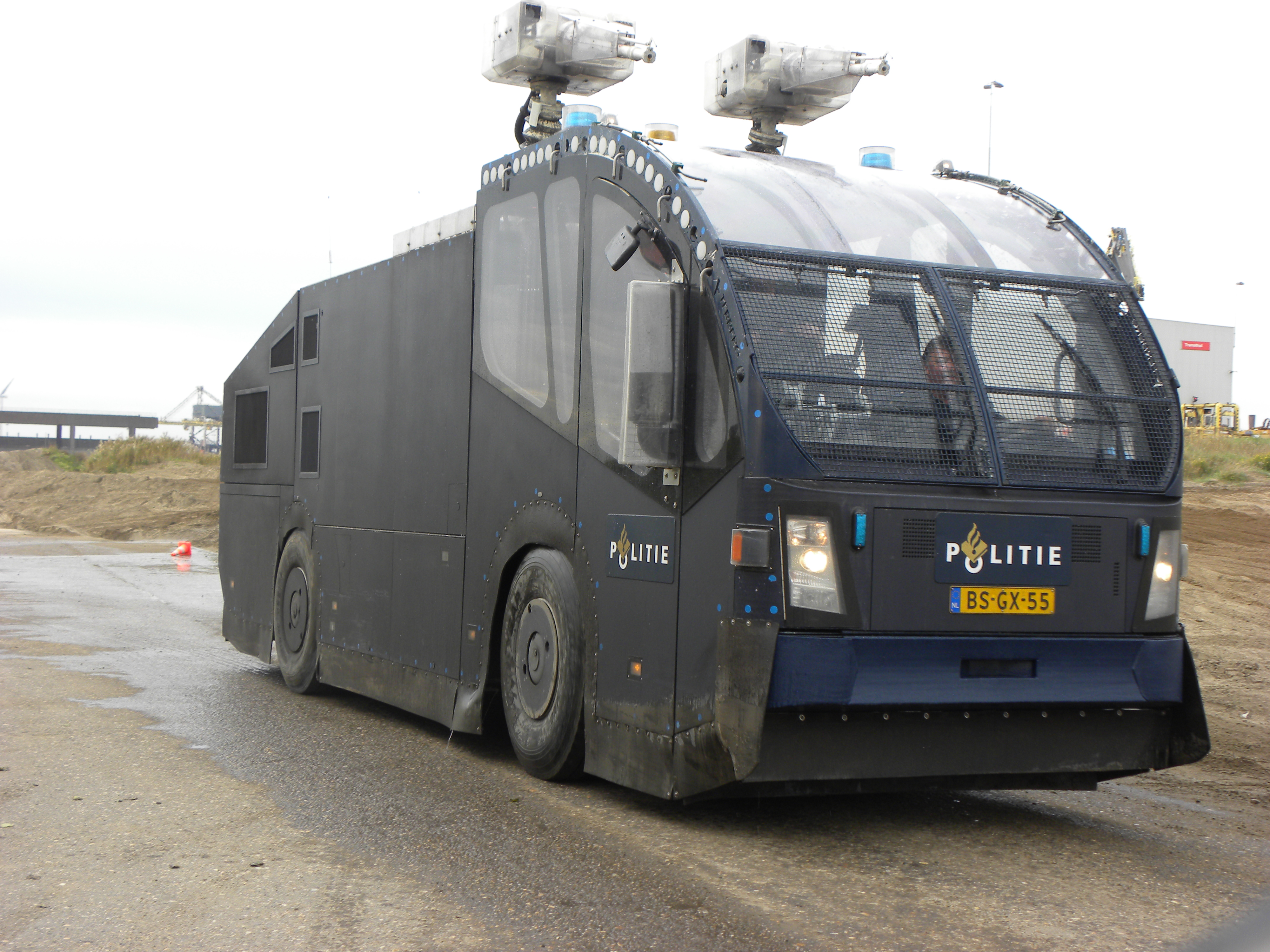
En nederländsk vattenkanon av fabrikat Terberg.
- Närbild av munstyckena på tyska Wasserwerfer 10000 i användning mot demonstranter i Haag.